# 3571 Milanštefánik
3571 Milanštefánik là một tiểu hành tinh vành đai chính với chu kỳ quỹ đạo là 2850.7056922 ngày (7.80 năm).
Nó được phát hiện ngày 15 tháng 3 năm 1982.